# Штайнсберг
Штайнсберг (нім. Steinsberg) — громада в Німеччині, розташована в землі Рейнланд-Пфальц. Входить до складу району Рейн-Лан. Складова частина об'єднання громад Діц.
Площа — 2,90 км2. Населення становить 228 ос. (станом на 31 грудня 2020).